# Дашкесен
Дашкесен (азерб. Daşkəsən) — поселення та муніципалітет в Дашкесенському районі Азербайджану. Населення — 823 мешканці.  Муніципалітет складається з поселення Дашкесен і села Ашаги Дашкесен.